# Henrik Andersson (kanotist)
Henrik Andersson är en svensk kanotist.
Han tog bland annat VM-brons i K-2 200 meter i samband med sprintvärldsmästerskapen i kanotsport 1997 i Dartmouth Kanada.